# 1100 (szám)
Az 1100 (római számmal: MC) az 1099 és 1101 között található természetes szám.

## A szám a matematikában
A tízes számrendszerbeli 1100-as a kettes számrendszerben 10001001100, a nyolcas számrendszerben 2114, a tizenhatos számrendszerben 44C alakban írható fel.
Az 1100 páros szám, összetett szám. Kanonikus alakja 22 · 52 · 111, normálalakban az 1,1 · 103 szorzattal írható fel. Tizennyolc osztója van a természetes számok halmazán, ezek növekvő sorrendben: 1, 2, 5, 10, 11, 20, 22, 25, 44, 50, 55, 100, 110, 220, 275, 550 és 1100.
41-szögszám.
Az 1100 két szám valódiosztó-összegeként áll elő, ezek a 804 és a 2194.

## Csillagászat
- 1100 Arnica kisbolygó